# Mauroania bourgeoisi
Mauroania bourgeoisi é uma espécie de insetos coleópteros polífagos pertencente à família Dasytidae.
A autoridade científica da espécie é Pic, tendo sido descrita no ano de 1894.
Trata-se de uma espécie presente no território português.